# Saint-André-sur-Vieux-Jonc

Saint-André-sur-Vieux-Jonc este o comună în departamentul Ain din estul Franței.